# Dentergem
Dentergem ist eine belgische Gemeinde in Westflandern. Der Ort liegt an der N 43 zwischen Gent und Kortrijk. 
Ortsteile sind neben Dentergem selbst Markegem, Oeselgem und Wakken. 
Die Gemeinde hat 8722 Einwohner (Stand 1. Januar 2024) und eine Fläche von 25,94 km². 

## Weblinks

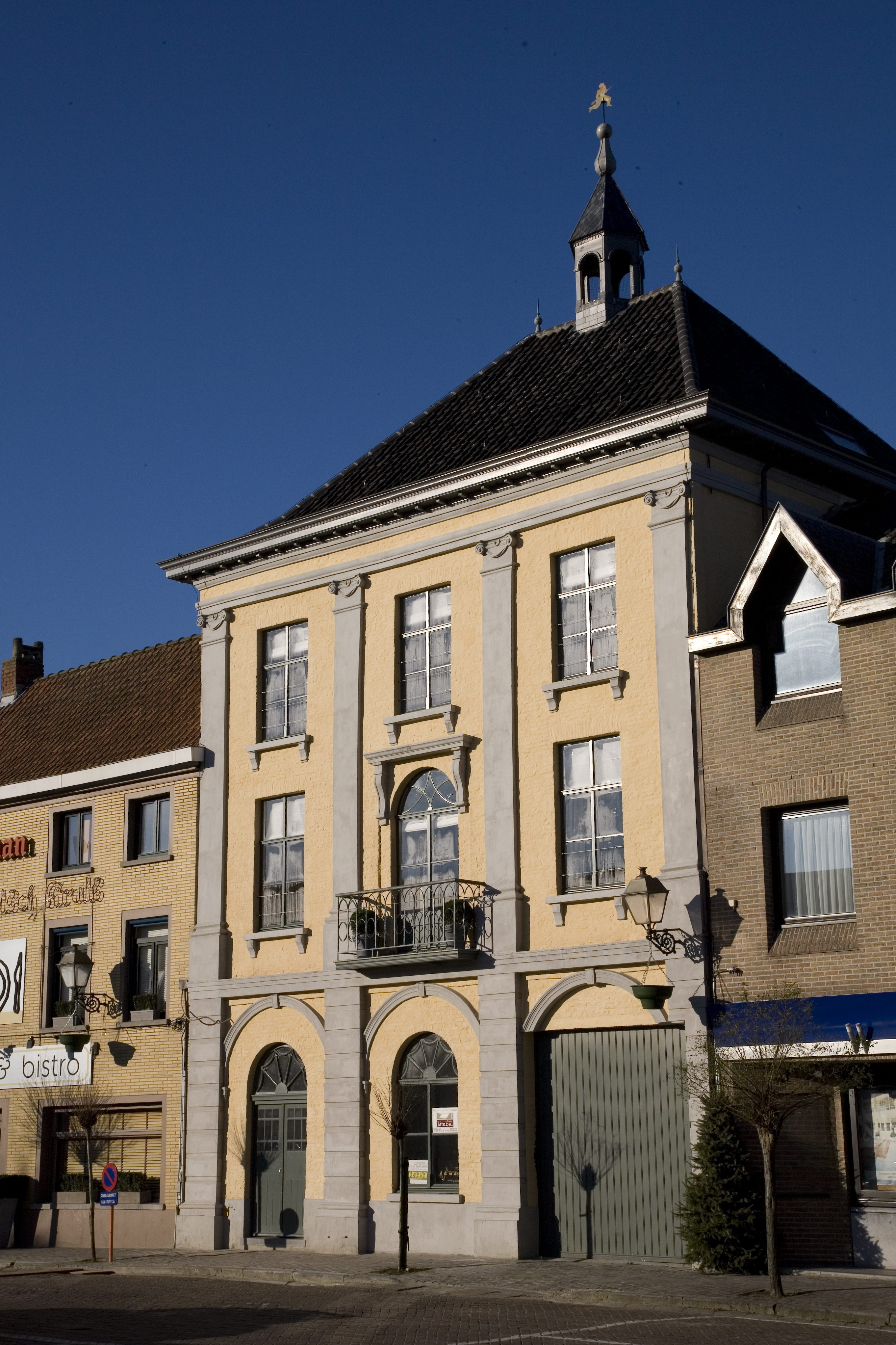
Das alte Gemeindehaus in der Teilgemeinde Wakken